# Jet Schepp

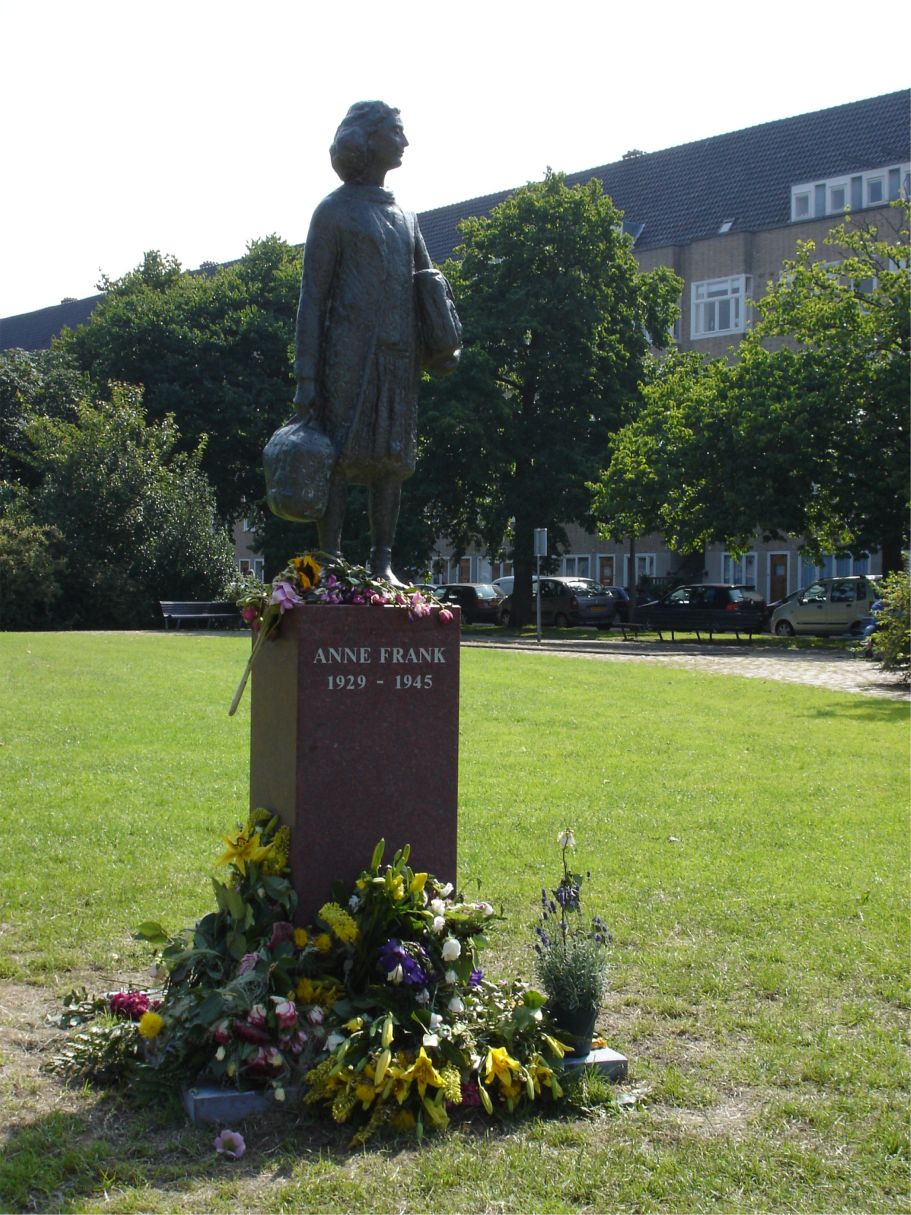
Standbeeld Anne Frank - Merwedeplein - Amsterdam

Henriëtte Elisabeth Caroline Louise Inge (Jet) Schepp (Rotterdam, 31 maart 1940) is een Nederlandse beeldhouwer.

## Leven en werk
Schepp heeft beeldhouwkunst gestudeerd aan de Rijksakademie van beeldende kunsten in Amsterdam. Enkele hoogleraren waren Paul Grégoire, met wie zij enige jaren gehuwd is geweest, en Piet Esser. Zij is gespecialiseerd in figuratieve beelden en kleinplastiek in terracotta, brons, hout, steen, portretten en penningen. Een bekend werk van haar is het beeld van Anne Frank aan het Merwedeplein in Amsterdam.
Jet Schepp woont en werkt in Amsterdam. Zij maakt gebruik van ėėn van de ateliers in het rijksmonument "atelierwoningen" in de Amsterdamse Zomerdijkstraat. 

## Enkele werken
- Duik (1991), Jan van Henegouwenlaan in Alphen aan den Rijn
- Anne Frank (1998), Anne Franklaan in Purmerend, eerste versie
- Anne Frank (2005), Merwedeplein in Amsterdam
- Anne Frank (2015),replica bij Nederlandse ambassade in Buenos Aires
- Willem van Oranje en Charlotte de Bourbon, (2012) loggia Prinsenlogement in Middelburg. Twee reliëfs waarvan zijn gezin door Lucie Nijland, in opdracht van de Prins Willem van Oranje Herinneringsstichting.
- De jonge Willem van Oranje, (vervolgopdracht), binnentuin Fondation Custodia, Parijs, in 2015 onthuld door prinses Beatrix.

## Prijzen
- Prix de Rome, vrije beeldhouwkunst (1969)
- Buys van Hultenprijs (1972)

- Library of Congress Control Number: no2017100502
- RKD-Nederlands Instituut voor Kunstgeschiedenis: 70371
- Virtual International Authority File: 3080150203818803250001